# NGC 4615
NGC 4615 is een spiraalvormig sterrenstelsel in het sterrenbeeld Hoofdhaar. Het hemelobject werd op 9 mei 1864 ontdekt door de Duits-Deense astronoom Heinrich Louis d'Arrest.

## Synoniemen
- UGC 7852
- IRAS 12391+2620
- MCG 4-30-13
- KUG 1239+263B
- ZWG 129.18
- Arp 34
- KCPG 348B
- PGC 42584